# Фуртадо де Араужо, Ронни Эберсон
Ронни Эберсон Фуртадо де Араужо (порт. Ronny Heberson Furtado de Araújo; 11 мая 1986, Форталеза) — бывший бразильский футболист, атакующий полузащитник.

## Карьера
Свою профессиональную карьеру Ронни начал в бразильском клубе «Коринтианс», с которым подписал контракт в 2004 году. За три сезона в клубе Ронни завоевал место в основном составе и стал стабильным игроком основы, вследствие чего на него обратили свой взгляд многие клубы Европы, среди которых были «Манчестер Сити», «Пари Сен-Жермен», «ПСВ». Однако большую заинтересованность в футболисте проявил португальский «Спортинг», куда Ронни перешёл в июле 2006 года.
В первый сезон в новом клубе Ронни боролся за место в основе с Марко Канейрой и провёл всего 12 игр. Дебютной стала домашняя встреча 26 августа 2006 года в первом туре португальской Суперлиги против «Боавишты», которая закончилась победой со счётом 3:2.
Сезон 2007/08 Ронни начал в основе, но пришедший в аренду, а затем и на полноценный контракт, Леандро Грими вытеснил его оттуда и бразилец занял место на скамейке.
В сезоне 2009/10 Ронни отправился в аренду в клуб «Униан Лейрия», который вернулся в Лигу Сагриш. 13 сентября 2009 года он дебютировал в клубе в гостевом поединке 4 тура против «Витории», который завершился крупной победой со счётом 4:0. Ронни вышел на замену на 56-й минуте вместо Педро Сервантоса.
Летом 2010 года заинтересованность в игроке проявила «Герта», в которой уже играл брат Ронни. Поскольку контракт с португальцами закончился, футболист на правах свободного агента перешёл в немецкий клуб, который в том сезоне играл во Второй Бундеслиге. Дебютировал он 20 августа 2010 года в домашнем поединке первого тура против «Рот-Вайсса» из Оберхаузена, который завершился победой со счётом 3:2. Ронни вышел на замену на 68-й минуте вместо Никиты Рукавица. Всего в первом сезоне за берлинцев провёл 22 матча и забил 2 мяча, а также помог выиграть Вторую Бундеслигу и выйти в Первую.

## Семья
Имеет старшего брата Раффаэля, игрока Боруссии Мёнхенгладбах, выступающего на позиции атакующего полузащитника.

## Интересные факты
- В гостевом поединке 10-го тура чемпионата Португалии 2006/07 против «Навала», который состоялся 26 ноября 2006 года, забил победный гол на 87-й минуте встречи со штрафного. Скорость полёта мяча составила 210,9 км/ч.

## Достижения
Спортинг
- Серебряный призёр Чемпионата Португалии : 2006/07, 2007/08, 2008/09
- Обладатель Кубка Португалии: 2007, 2008
- Обладатель Суперкубка Португалии: 2007, 2008
- Финалист Кубка португальской лиги: 2008, 2009

Герта
- Чемпион Второй Бундеслиги: 2010/11